# La fine è il mio inizio (film)
La fine è il mio inizio (Das Ende ist mein Anfang) è un film del 2010, diretto da Jo Baier e tratto dall'omonimo libro postumo di Tiziano Terzani.

## Trama
Tiziano Terzani, rendendosi conto che oramai il tumore lo sta portando vicino alla morte, scrive al figlio Folco chiedendogli di raggiungerlo a Orsigna per trascorrere con lui gli ultimi giorni di vita. Il ritorno del figlio diventa l'occasione di un intenso dialogo tra i due. Terzani, all'interno della cornice paesaggistica dell'Appennino Pistoiese, racconta a Folco la sua storia di corrispondente in Asia, le sue esperienze spirituali, le sue riflessioni sulla vita e sull'umanità, condividendo anche lo stato d'animo col quale sta affrontando la sua fine. Il giornalista fiorentino riesce a staccarsi spiritualmente dal suo corpo così da combattere meglio la sofferenza della malattia e trasmettere una lucida serenità ai suoi familiari ai quali chiede di non piangere, bensì di ridere dopo la sua dipartita perché lui ha raggiunto la quiete interiore e non teme più la morte.

## Produzione
Le riprese del film, prodotto dalla Collina Filmproduktion di Monaco di Baviera in collaborazione con le italiane Beta Film e Rai Cinema, sono iniziate nell'autunno 2009 e si sono svolte effettivamente a Orsigna a eccezione di alcune scene secondarie girate a Pracchia e a Pistoia città.
A differenza dei due protagonisti del film, i ruoli secondari sono stati attribuiti in corso d'opera. In particolare il ruolo di Angela Terzani Staude, interpretata dall'attrice austriaca Erika Pluhar, sembrava inizialmente destinato a Stefania Sandrelli. Le poche comparse sono tutti membri della comunità di Orsigna.

## Colonna sonora
La colonna sonora del film è composta da Ludovico Einaudi. Non si tratta però di brani originali ma di suoi pezzi tratti da album già pubblicati in passato. Il brano principale (che accompagna una scena centrale del film ed i titoli di coda) è intitolato Rose ed è tratto dall'album Divenire, uscito nel 2006.

## Distribuzione
L'opera, con il titolo originale Das Ende ist mein Anfang, è uscita in Germania il 7 ottobre 2010. Il film è stato distribuito nelle sale cinematografiche italiane il 1º aprile 2011.